# St. Pantaleon (Kiew)
Koordinaten: 50° 20′ 41″ N, 30° 29′ 16″ O

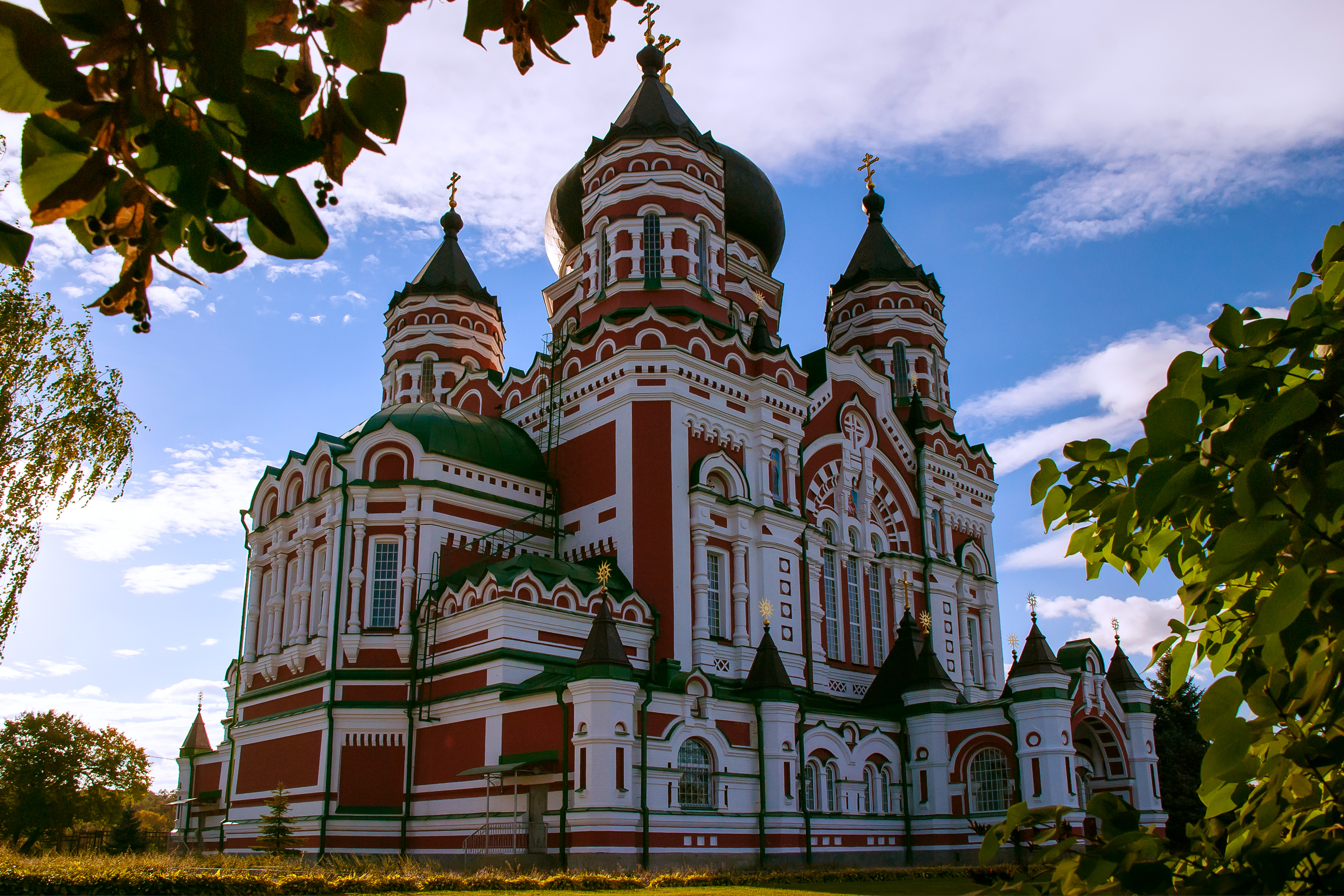
St.-Pantaleon-Kathedrale

Die St.-Pantaleon-Kathedrale (ukrainisch Пантелеймонівський собор/Pantelejmoniwskyj sobor) ist eine Kathedrale der Ukrainisch-Orthodoxen Kirche des Moskauer Patriarchats (Eparchie Kiew) und die Hauptkirche des Klosters St. Pantaleon in der ukrainischen Hauptstadt Kiew.

## Geschichte

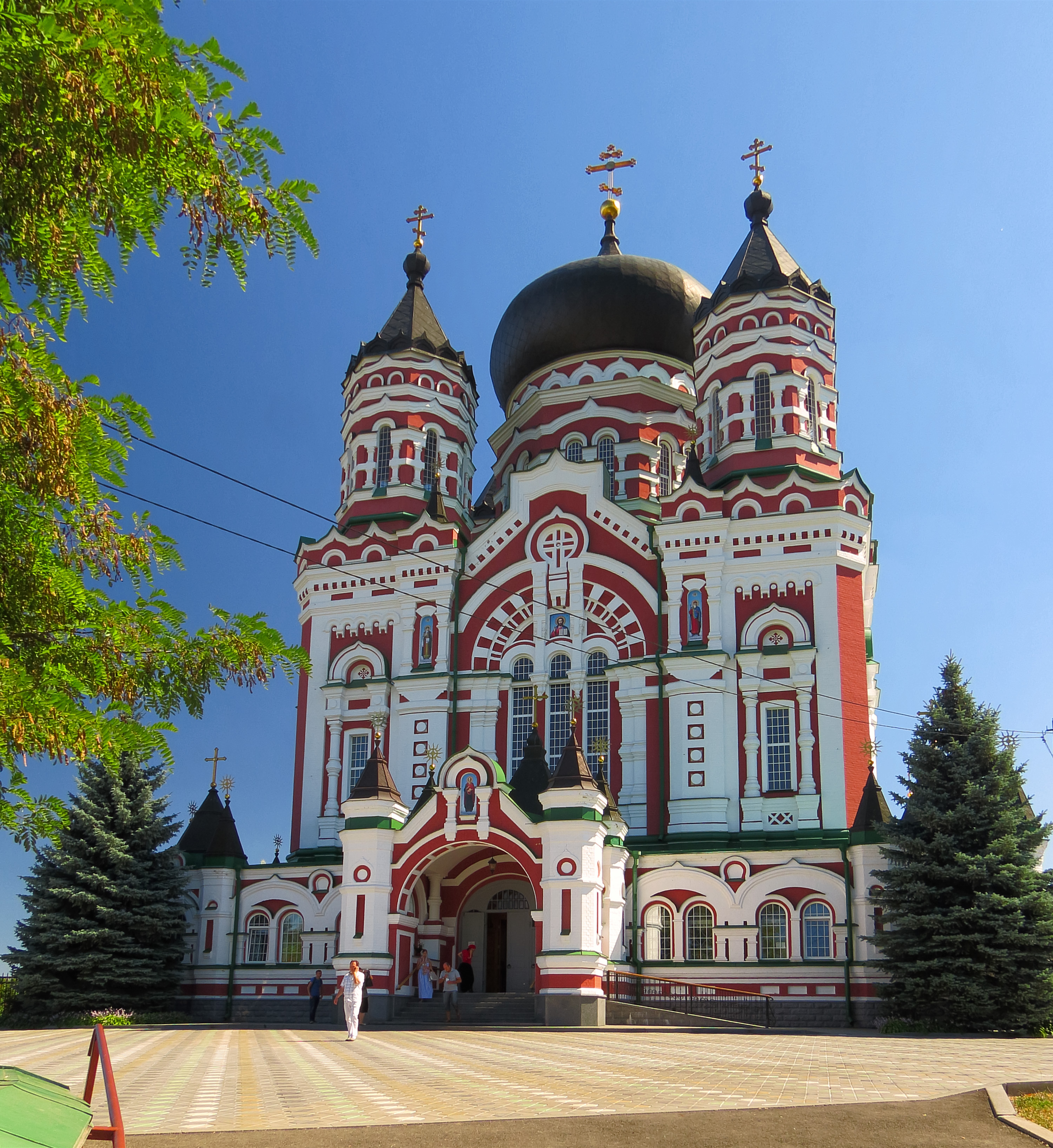
Portal der Kathedrale

Die zwischen dem 16. Juli 1905 und dem 1. Juli 1914 vom Architekten Jewhen Fedorowytsch Jermakow erbaute Kathedrale gilt als ein Höhepunkt der neobyzantinischen Architektur und ist ein Architekturdenkmal von lokaler Bedeutung. 1920 wurde der Kirchenbau von den Bolschewiken geschlossen und geplündert. St. Pantaleon erlitt während des Zweiten Weltkriegs große Schäden und wurde nach Kriegsende für weltliche Zwecke genutzt. Am 7. Mai 1990 wurde die Kathedrale an die Kirche zurückgegeben und es begannen umfassende Restaurierungsarbeiten. 1998 wurde die Kathedrale erneut dem Heiligen Pantaleon geweiht.

## Lage
Die Kirche befindet sich auf der Akadademika Lebedeva-Straße (вулиця Акададеміка Лебедева) 19 im Stadtteil Feofanija des Kiewer Stadtrajon Holossijiw im Südwesten von Kiew.